# Sami Vehabović
Sami Vehabović (* 8. März 2005 in Wien, Österreich) ist ein bosnisch-slowakischer Fußballspieler.

## Karriere
Vehabović begann seine Karriere beim Post SV Wien. Zur Saison 2015/16 wechselte er zum Wiener Sportklub, der 2017 im Wiener Sport-Club aufging. Im Januar 2021 kam er in die Jugend des SV Horn. Zur Saison 2022/23 rückte er in den Kader der Amateure der Horner, für die er in seiner ersten Spielzeit zu 24 Einsätzen in der siebtklassigen 1. Klasse kam. Zur Saison 2023/24 wurde Horn II dann in die fünfthöchste Spielklasse versetzt.
Vehabović rückte im Januar 2024 in den Profikader der Niederösterreicher auf. Sein Debüt in der 2. Liga gab er im Mai 2024, als er am 29. Spieltag der Saison 2023/24 gegen den SKU Amstetten in der 81. Minute für Florian Fischerauer eingewechselt wurde. Insgesamt kam er zu zwei Zweitligaeinsätzen für Horn, ehe das Team 2025 aus der 2. Liga abstieg.
Zur Saison 2025/26 wechselte er daraufhin zurück zum Sport-Club.